# (1307) Cimmérie
(1307) Cimmérie (désignation internationale (1307) Cimmeria) est un astéroïde de la ceinture principale découvert le 17 octobre 1930 par l'astronome russe Grigori Néouïmine.

## Historique
L'astéroïde a été découvert par l'astronome russe Grigori Néouïmine le 17 octobre 1930 à Simeis (094). Sa désignation provisoire était 1930 UF.
Le nom définitif est dérivé de l'ancien nom de la Crimée, la Cimmérie (voir aussi Cimmériens).